# Víska u Jevíčka
Víska u Jevíčka là một làng thuộc huyện Svitavy, vùng Pardubický, Cộng hòa Séc.